# Alte Pfarrkirche Feldkirch-Tosters

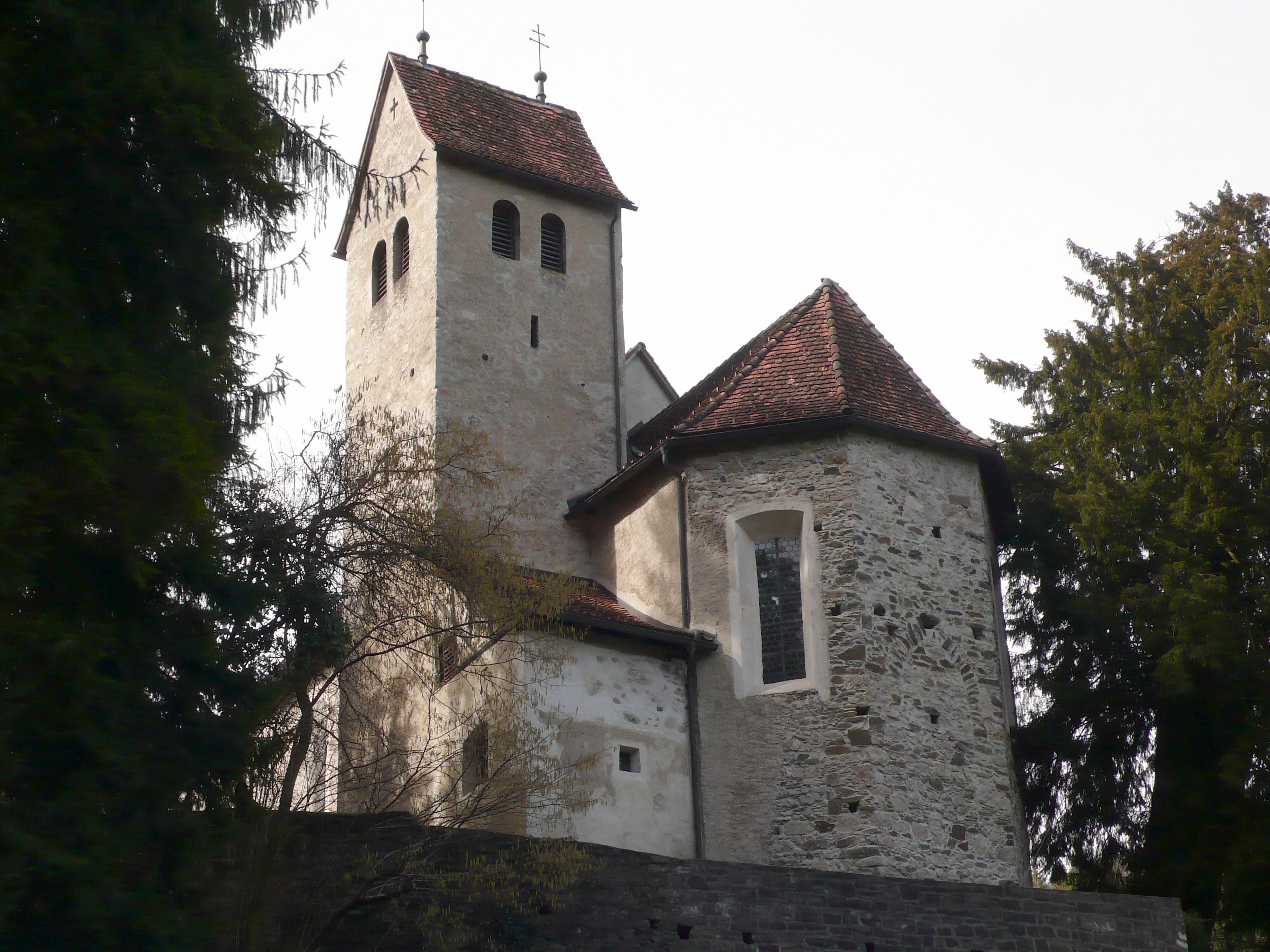
Alte Kath. Pfarrkirche Hll. Cornelius in Feldkirch

Die ehemalige römisch-katholische Pfarrkirche Feldkirch-Tosters steht am Tostner Burgweg 54 im Stadtteil Tosters der Stadtgemeinde Feldkirch im Bezirk Feldkirch in Vorarlberg. Sie ist dem heiligen Cornelius geweiht und gehört als Filialkirche der Neuen Pfarrkirche Feldkirch-Tosters zum Dekanat Feldkirch in der Diözese Feldkirch. Das Bauwerk steht unter Denkmalschutz.

## Geschichte
Die Kirche St. Corneli dürfte schon im 11. Jahrhundert erbaut worden sein. Die erste Urkunde, in der diese Kirche erwähnt wird, ist die Schutzbulle Papst Alexanders III. von 1178, aus der hervorgeht, dass Tosters in jener Zeit im Besitz des Frauenklosters Schänis in der Schweiz war. Anfangs war die Kirche wohl von einem Priester aus Mauren versorgt worden. Als die Grafen von Montfort aber bei der Pfarrkirche in Feldkirch ein Herrenbenefizium (zur Nutzung überlassenen erblichen Landes) stifteten, übernahm dieser Benefiziat schon vor 1730 auch die Sorge für St. Corneli in Tosters. Der erste Herrenbenefiziat und Pfarrer von Tosters war Heinrich Ritter von Ems, der als Kaplanwohnung ein Haus neben dem Johanniterhaus in Feldkirch besaß. Ab 1620 stand dann dem Pfarrer von Tosters ein Haus in der Nähe der Pfarrkirche Feldkirch – also in der Herrengasse – zur Verfügung. Erst 1828 ging das Patronatsrecht an Tosters selbst über und seit 1836 wohnte der Pfarrer in Tosters, also immer noch ein gutes Stück Weges von St. Corneli entfernt. Weil gerade zur Winterszeit dieser Weg sowohl für die Bewohner als auch für den Pfarrer von Tosters recht beschwerlich war, baute man 1879 in Tosters selbst eine „neue“ Pfarrkirche, die inzwischen – knapp 100 Jahre später – wiederum einem Neubau weichen musste.
In St. Corneli bestanden drei Bruderschaften: Im Jahr 1618 stiftete Pfarrer Arbogast Müller die Almosen-Bruderschaft, die unter dem Schutz der Muttergottes und der Heiligen Cornelius und Cyprian stand und gegründet worden war – wie es im Bruderschaftsbuch heißt – „wegen der damaligen armseligen und betrübten Zeiten, und insbesondere, weil am 7. Mai 1618 ein schrecklicher Kometstern erschienen war“. Weiters wurden 1666 die Rosenkranzbruderschaft und 1846 die Herz-Mariä-Bruderschaft eingeführt.

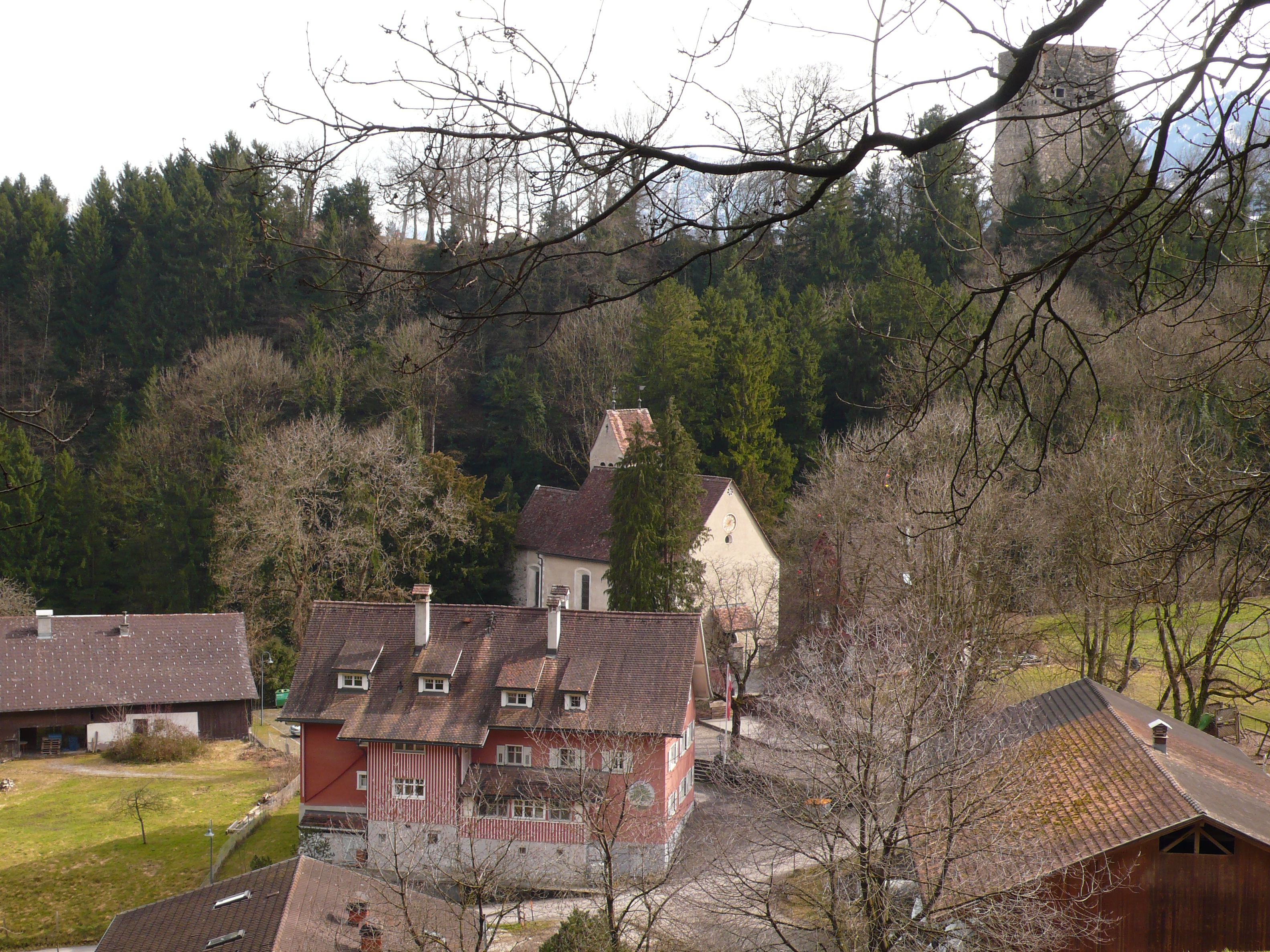
Parzelle St. Corneli mit Ruine Tosters im Hintergrund

Trotz der beiden Kirchenpatrone Cornelius und Cyprian ist St. Corneli von alters her auch ein Marienwallfahrtsort. Die erwähnte Rosenkranzbruderschaft hielt an jedem ersten Sonntag des Monats und an alten Muttergottesfesten eine Prozession nach St. Corneli und feierte am Bruderschaftsaltar eine Messe. Ebenfalls weit zurück reicht die Legende, wonach die Muttergottes bei der tausendjährigen Tostner Eibe übernachtet haben soll. Tatsächlich wurde die schwarze Madonna von Einsiedeln in Kriegszeiten von Einsiedeln nach St. Gerold gebracht. Diese Legende hatte zur Folge, dass immer wieder Rinde der Eibe zu Heilzwecken abgeschnitten wurde. Lange Zeit hat sich auch in einem verglasten Schrein bei der Eibe eine Madonnenstatue aus der Zeit um 1500 befunden. Sie wurde 1950 das Opfer eines Diebstahls. Und schließlich fand die große Marienverehrung im 19. Jahrhundert hier erneut Ausdruck, als Pfarrer Weißhaar 1889 im Presbyterium eine Lourdes-Grotte errichten ließ, die an jene Grotte erinnern sollte, in der der kleinen Bernadette 1858 achtzehnmal die Muttergottes erschienen war.
Aber auch die Heiligen Cornelius und Cyprian waren das Ziel vieler Wallfahrten. So wird beispielsweise in der Rankweiler Häusle-Chronik von 1746 berichtet:

„Eß ist bekanth bey anhörigen Regenwetter oder grose Trückhen thuth die gantze Nachbarschaft seüftzen, Ranckhweil sollte mit dem heiligen Wundercreüz auf St. Cornely gehen umb fruchtbares Wetter zu erlangen. Auch hat man alzeit beser Wetter erlangeth. Anno 1700 wahre Patter Victor Halbeysen von St. Victorsberg ain religioß Pfarrvicary auf Unser Lieben Frauen Berg. Zu selber Zeit warre ain grose Trückhen enthstanden. Man stelt Procesion an mit dem heiligen Wundercreüz auf St. Cornelly zu Dosters. Es ware kain Wolckhen an dem Himell biß nach dem Gottesdienst. Gemelter Patter geth vor den Althar und bettet mit dem Volckh zum heiligen Cornely und Ciprinay mit dem Zusatz:, Mir gehen von disem Orth nit hinweg biß ihr uns ain Regen geben. Sechet Wunder, uhrbletzlich zicht sich der glantze Himmell mit Wolckhen über. Die, welche mit der Procession gangen, seyedt waschnaß worden biß die Procesion widerum ist kommen auf Unser Lieben Frauen Berg.“

## Die „Tausendjährige Eibe“ bei St. Corneli

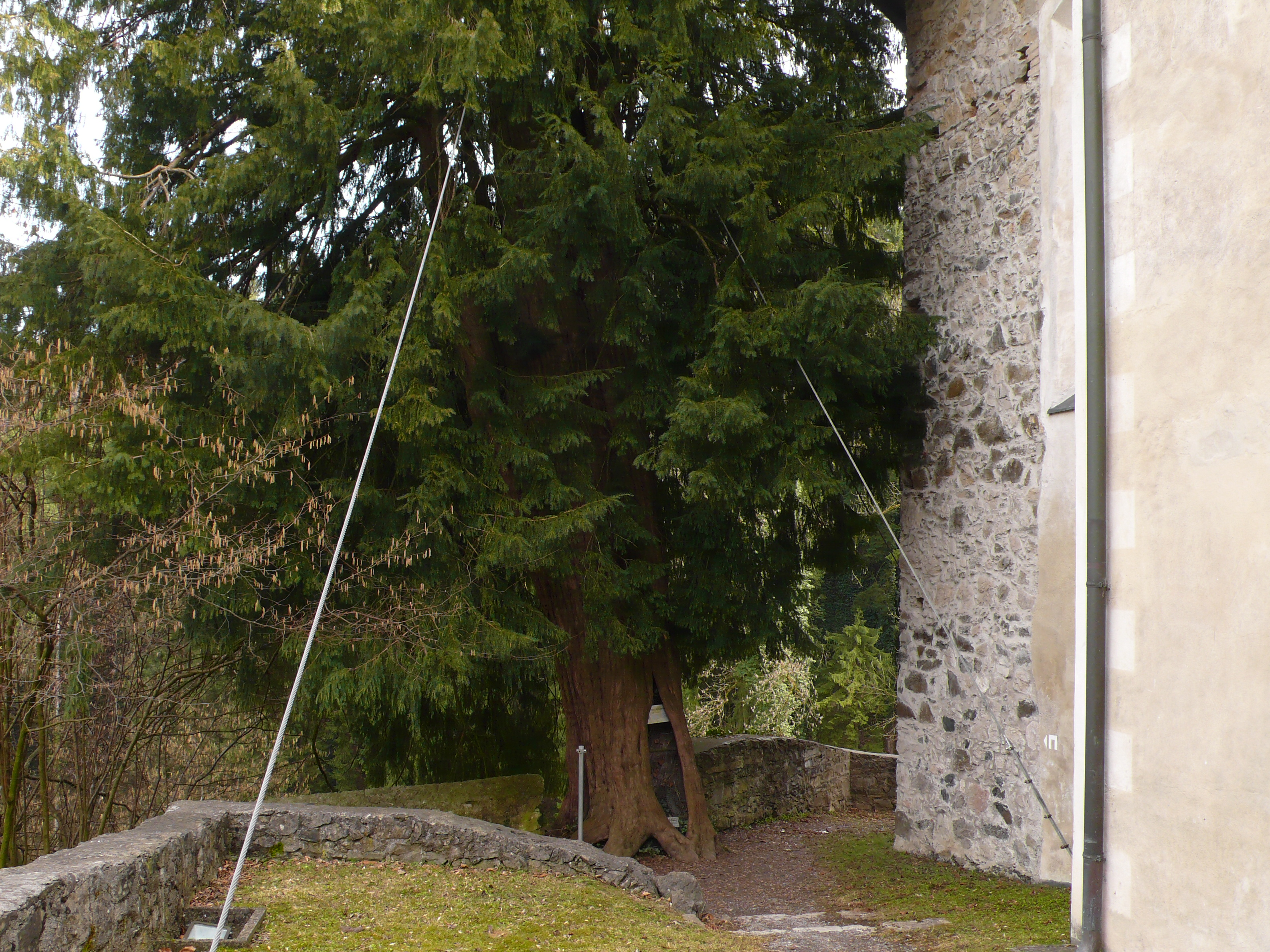
Tausendjährige Eibe

An der nördlichen Friedhofsmauer von St. Corneli steht eine Eibe, die als ältester Baum Vorarlbergs und einer der ältesten Österreichs gilt. Dieses Naturdenkmal hat am Fuß einen Umfang von mehr als fünf Metern, was schon auf sein ehrwürdiges Alter hinweist. Aufgrund einer Legende, die erzählt, dass die Gottesmutter auf dem Weg von Einsiedeln nach St. Gerold bei dieser Eibe Rast gemacht habe, sprach man der Rinde des Baumes heilende Wirkung bei allerlei Krankheiten zu. Das veranlasste viele Gläubige, Rinde abzuschneiden, was der Eibe mit der Zeit sehr schadete. Weil ihr auch ein Blitzschlag großen Schaden zufügte, musste man mit dem Absterben des Baumes rechnen. Eine Sanierung der „Tausendjährigen Eibe“ Anfang der 1990er Jahre gewährleistet nun aber, dass dieser Baum noch viele weitere Jahre erhalten bleibt.

## Kirchenpatrone
Die alte Pfarrkirche von Tosters wird allgemein St. Corneli genannt, und doch hat sie eigentlich zwei Kirchenpatrone, nämlich Cornelius (251 – 253) und den Bischof von Karthago und Kirchenschriftsteller Cyprian (gest. 258). Das gemeinsame Patronat dieser beiden Heiligen wird erst aus der Kirchengeschichte verständlich.
Bevor Cornelius Papst wurde, war der Papstthron 15 Monate unbesetzt. In dieser Zeit hatte ein gewisser Novatian eine führende Stelle in der römischen Gemeinde inne. Als Bischof Cyprian von Karthago eine Anfrage an Rom richtete, wie er sich zur Wiederaufnahme (Rekonziliation) jener Christen stellen sollte, die während der Christenverfolgungen unter Kaiser Decius abgefallen waren, bekam er ein Antwortschreiben des Novatian, in dem dieser eine durchaus gemäßigte, milde Haltung empfahl. Novatian schien sich allerdings große Hoffnungen gemacht zu haben, Papst zu werden. Als nämlich bald darauf Cornelius zum Papst gewählt wurde, welcher der Wiederaufnahme der Abgefallenen ebenfalls großzügig gegenüberstand, stellte sich Novatian plötzlich schroff gegen ihn und verlangt sogar deren Exkommunikation. Das Novatianische Schisma schien also mehr aus persönlichen, als aus dogmatischen Differenzen entstanden zu sein. Auf der Synode von Karthago wurde Novatian aus der Kirche ausgeschlossen und die Maßnahmen für die Rekonziliation der Abgefallenen geregelt, wobei Cyprian Cornelius stets unterstützte, obwohl letzterer nicht immer unangefochten war.
Die Christenverfolgungen waren im 3. Jahrhundert noch immer nicht zu Ende; unter Kaiser Gallus (251–253) wurde Cornelius nach Centumcellae exiliert, wo er vermutlich eines natürlichen Todes starb. Bischof Cyprian hingegen wurde im Zuge der Christenverfolgung Kaiser Valerians (253–259) verbannt und am 14. September 258 in Karthago enthauptet.
Cyprian gilt als Pestpatron, Cornelius wird gegen Krämpfe und Fallsucht angerufen und gehört zu den als Nothelfer verehrten Vier Marschällen (zusammen mit Antonius dem Einsiedler, Hubertus und Quirinus).
Cornelius und Cyprian sind als Kirchenpatrone in Vorarlberg sehr ungewöhnlich. Die Verehrung dieser beiden Heiligen nahm zu Beginn des 9. Jahrhunderts einen großen Aufschwung, als Gesandte Kaiser Karls d. Gr. Reliquien des hl. Cyprian von Karthago nach Frankreich brachten, wo sie einige Zeit später in die Abteikirche des hl. Cornelius zu Compiégne kamen. Zur Gesandtschaft Kaiser Karls gehörte auch Herzog Hunfried von Churrätien, der ab 807 im heutigen Rankweil residierte und wesentlich an der Gründung des Klosters Schänis in der Schweiz beteiligt war. Möglicherweise war also das Kloster Schänis über Herzog Hunfried in den Besitz von Reliquien der Hl. Cornelius und Cyprian gekommen. Tosters wiederum war spätestens ab dem 11. Jahrhundert im Besitz des Klosters Schänis und könnte von dort Reliquien für die Kirche St. Corneli bekommen und das Patronat dieser beiden Heiligen übernommen haben.

## Baugeschichte
Der erste Bau von St. Corneli dürfte also bis ins 11. Jahrhundert zurückreichen. Über die ersten Jahrhunderte seines Bestehens verraten die Quellen fast nichts. Im Jahre 1990 wurden archäologische Untersuchungen durchgeführt, die erahnen ließen, wie die gotische Kirche ausgesehen haben mag. Dieser Vorgängerbau war bedeutend kleiner als der jetzige, die Fundamente eines Hoch- und eines Seitenaltares sowie eines Triumphbogens konnten freigelegt werden. Die Laibungen der gotischen Spitzbogenfenster wurden rekonstruiert und sind heute noch an der Außenwand des Chores sichtbar. Weitere Grabungen erlaubten Rückschlüsse auf den noch kleineren romanischen Vorgängerbau, der wohl einen geraden Chorschluss, einen Wandaltar und auch schon einen Turm besaß.
Ihre wesentliche Umgestaltung und Vergrößerung erfuhr die Kirche aber im 17. Jahrhundert Damals wurden das Langhaus abgebrochen und neu aufgebaut, die Sakristei erweitert, der Turm erhöht und die Empore eingebaut. Durchgreifende Restaurierungen erfolgten 1789 und 1989.

## Architektur

### Das Äußere
Die alte Pfarrkirche St. Corneli zeigt sich als einfacher Rechteckbau. Der Chor ist etwas eingezogen und weist einen 3/8-Schluss auf. Langhaus, Chor und der im Süden angebaute Turm haben Satteldächer. An der Ostseite des Turmes schließt die Sakristei an, ein eingeschoßiger Bau unter einem Pultdach. Das holzgerahmte Fenster ist noch mit Butzenscheiben verglast und durch ein Steckgitter geschützt. Darüber, im Halbgiebel, wurde das Fachwerk sichtbar belassen. Die Jahreszahl 1676 an der östlichen Außenwand der Sakristei beweist, dass es sich hier um einen späteren Anbau handelt. Gleich daneben, an der Choraußenwand, lässt sich ein weiteres Detail der Baugeschichte dieses Gotteshauses ablesen: Im Bruchsteinmauerwerk des Chores zeichnen sich noch die ursprünglichen kleineren, gotischen Fenster ab.

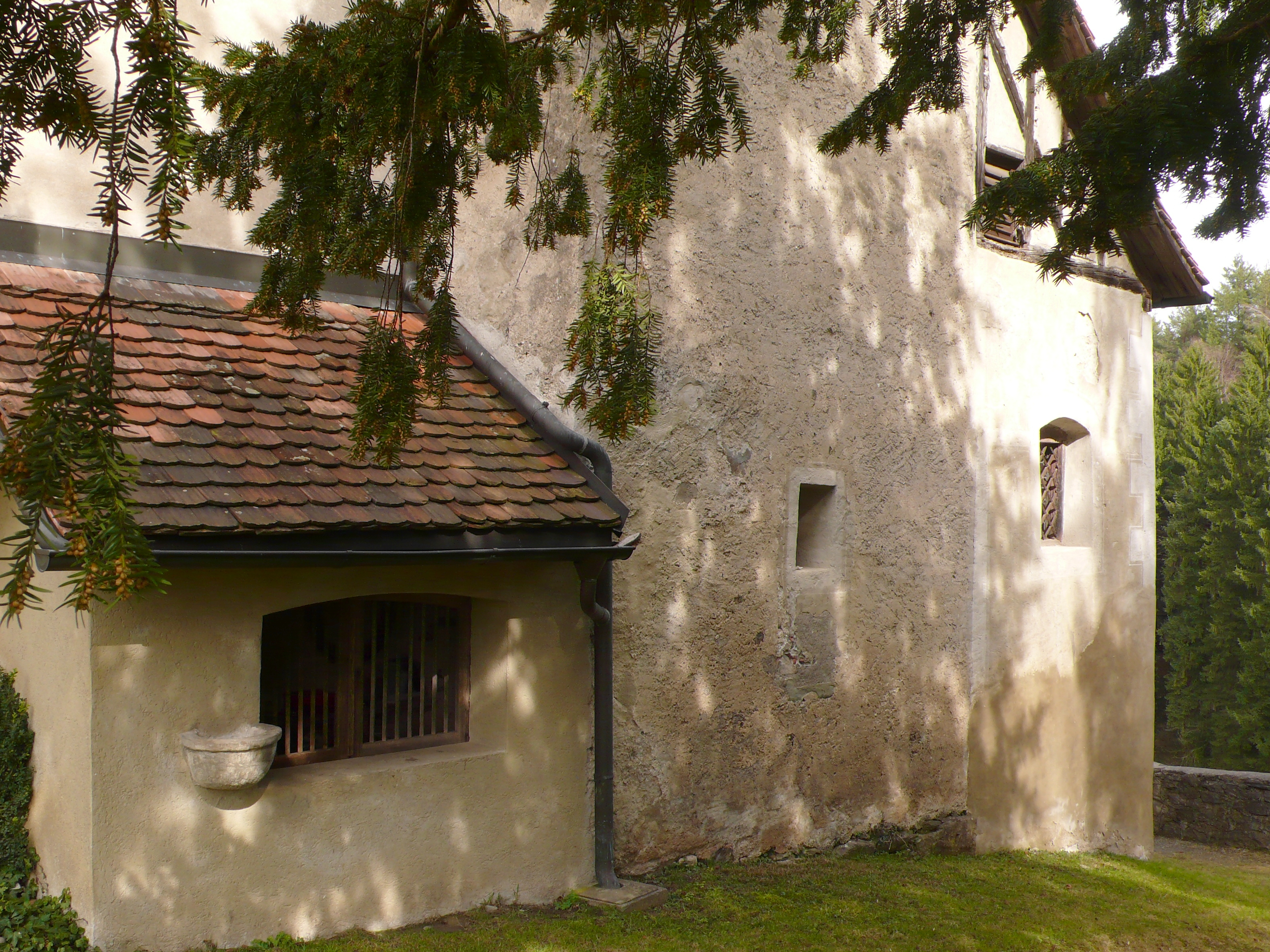
Karner, Turm und Sakristei

An der Westseite des Turmes schließt ebenfalls ein Pultdach an, unter dem sich ein niedriges, rundbogiges Seitenportal und daneben ein kleines gemauertes Beinhaus befinden. Die Lage des Beinhauses an der Südseite der Kirche ist nicht zufällig gewählt, sondern die durchaus übliche sowohl für Karner als auch für Beinhäuser. Dahinter steht der Gedanke, dass das Beinhaus der Versammlungsort der armen Seelen ist, die der Erlösung recht nahe sein sollen; sie brauchen Licht und Wärme, und Christus ist für sie die Sonne, das Licht des Lebens. Notwendig wurde ein Beinhaus meist wegen der geringen Größe der mittelalterlichen Friedhöfe; durch Exhumierung ist Platz für Neuverstorbene geschaffen worden. Aufbewahrt wurden in einem Beinhaus meist nur die Schädel, die z. T. mit dem Namen des Toten beschriftet waren.
Der Rundgang um die Kirche führt durch den kleinen ummauerten Friedhof und an den mit gemalten Ortsteinen versehenen Ecken des Baues vorbei zum Haupteingang, der sich an der schlichten westlichen Giebelseite befindet. Dieses Portal ist auch durch ein Pultdach geschützt. Die Holztüren, mit einem toskanischen Schuppenpilaster als Schlagleiste, sind von einer abgefasten Steinrahmung umgeben. Links neben der Türe gewährt ein kleines, breitrechteckiges Fenster mit Steckgittern Einblick in das Innere.

### Das Innere

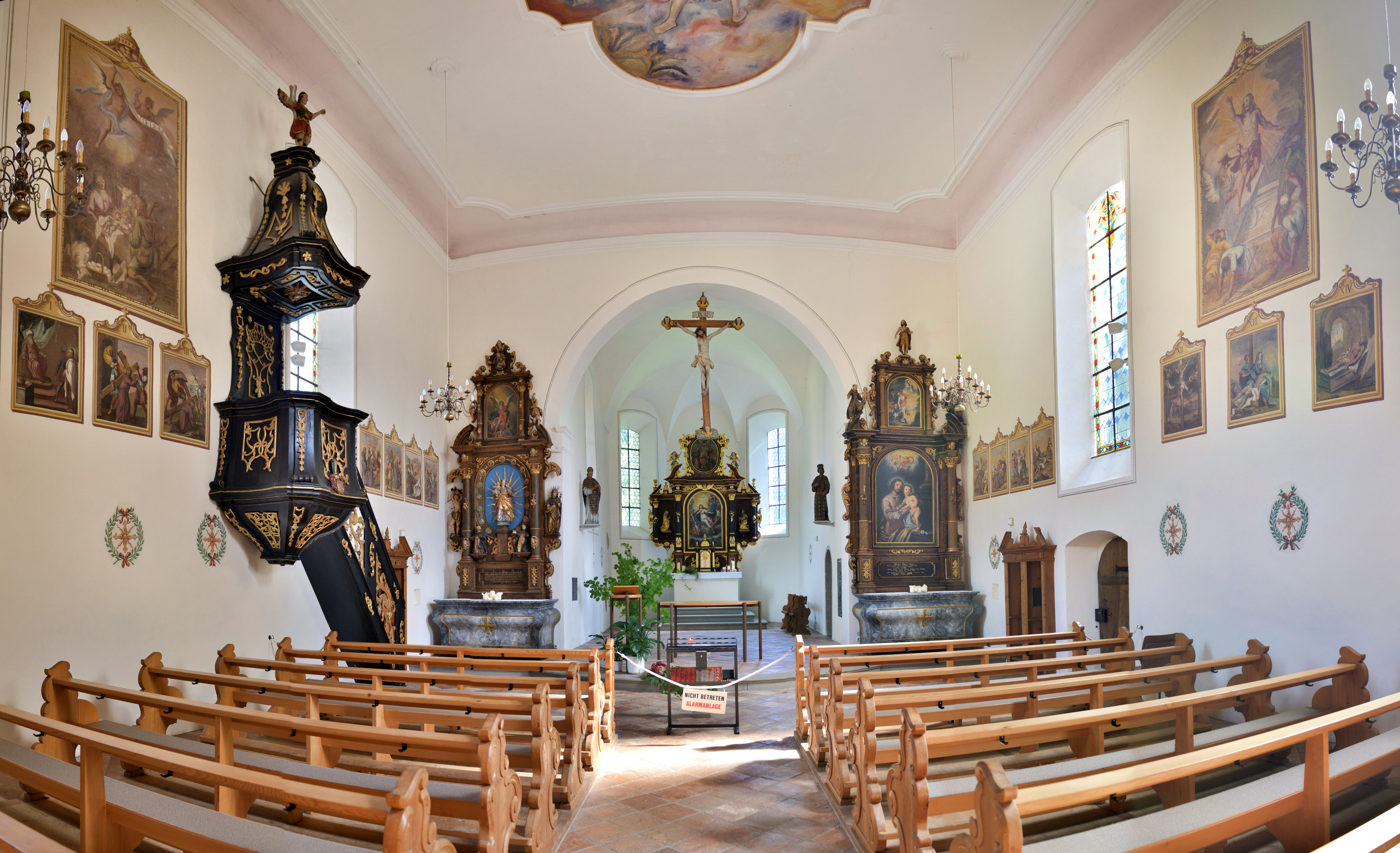
Innenraum, Blick zum Chor

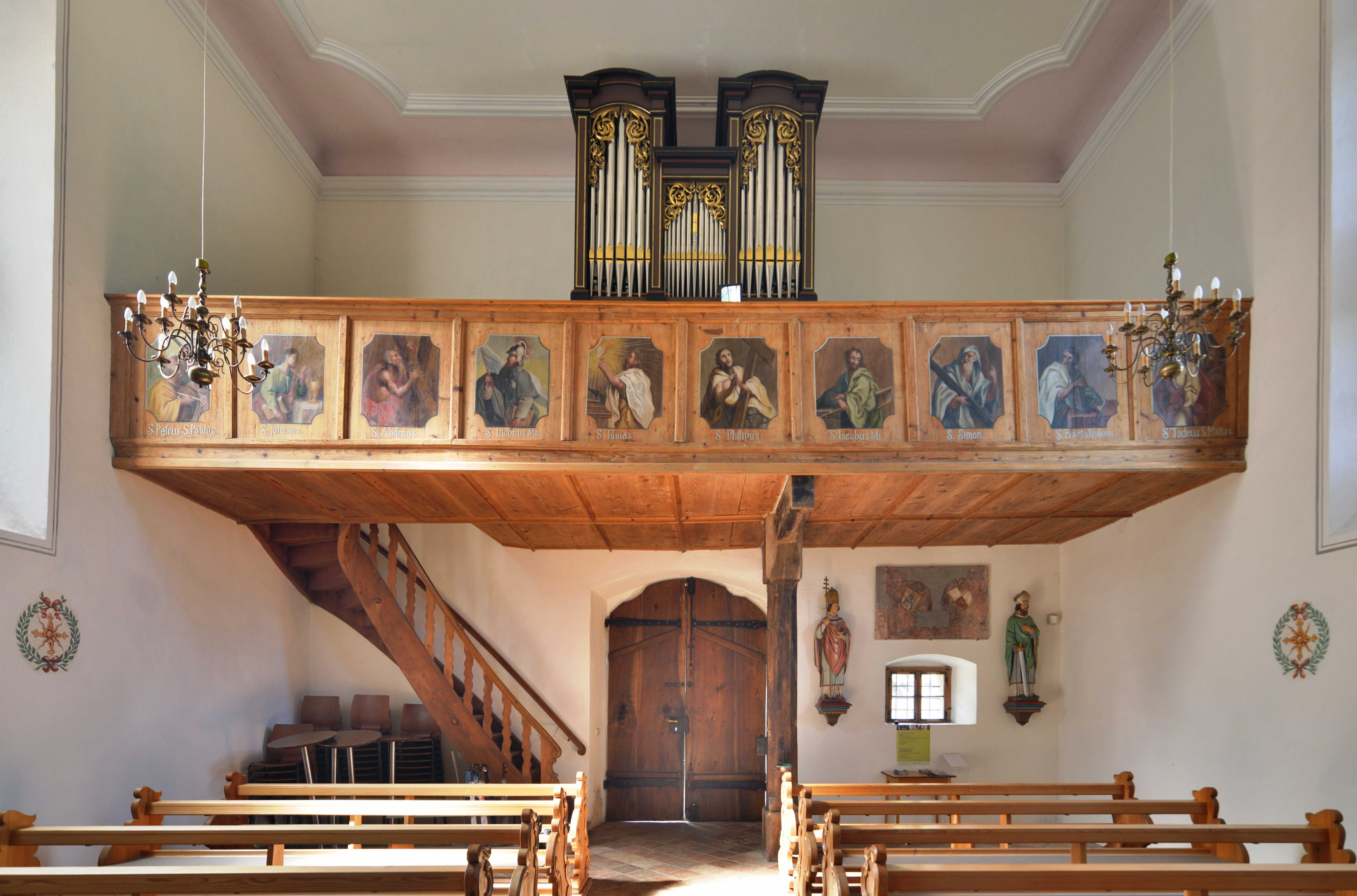
Empore

Der Innenraum präsentiert sich als Saal mit einer Flachdecke über einem umlaufenden Gesims und einer Hohlkehle. Ein rundbogiger Triumphbogen leitet über zum einjochigen Chor mit Kreuzgratgewölbe. Langhaus und Chor weisen Flachbogenfenster mit einer Verglasung von 1890 auf.
Die Westempore wurde 1685 errichtet; der mächtige Holzpfeiler, der sie stützt, trägt noch diese Jahreszahl. An der Brüstung der Empore sind die zwölf Apostel mit ihren Attributen abgebildet. Diese Bilder stammen aus dem 18. Jahrhundert Die Attribute beziehen sich entweder auf den Märtyrertod des jeweiligen Apostels, wie bei Andreas das Andreaskreuz, die sogenannte crux decussata, an die er gebunden worden ist, und bei Jacobs Minor die Walkerstange, die bei den Tuchwalkern gebräuchliche Platte an einem langen Stab, mit der er erschlagen worden ist; oder sie erinnern an ein bestimmtes Ereignis in der Heilsgeschichte, wie das Herz bei Thomas, das daran denken lässt, dass der „ungläubige Thomas“ erst dann an die Auferstehung Christi glauben wollte, als er seine Finger in die Seitenwunde Jesu legen konnte; oder sie vergegenwärtigen eine wichtige Begebenheit im Leben des Apostels, wie bei Johannes, der zur Strafe, weil er der griechischen Göttin Artemis nicht opfern wollte, einen Becher voll Gift trinken sollte. Er schlug aber das Kreuzzeichen über den Kelch, das Gift entwich in Form einer Schlange, und er konnte unbeschadet austrinken.
Ebenfalls an die zwölf Apostel erinnern die Apostelkreuze, die um 1690 entstanden und bei der letzten Renovierung wieder freigelegt worden sind. Allgemein unterscheidet man 24 verschiedene Kreuzformen; diese Variante hier leitet man ab von der Verschmelzung des griechischen Buchstabens „Chi“, also des ersten Buchstabens des Wortes „Christos“, und der einfachsten Form eines Kreuzes. Die Kränze rund um diese Kreuze kann man rein als Schmuckmotiv auffassen oder sie als Hinweis auf den Märtyrertod der Apostel sehen.

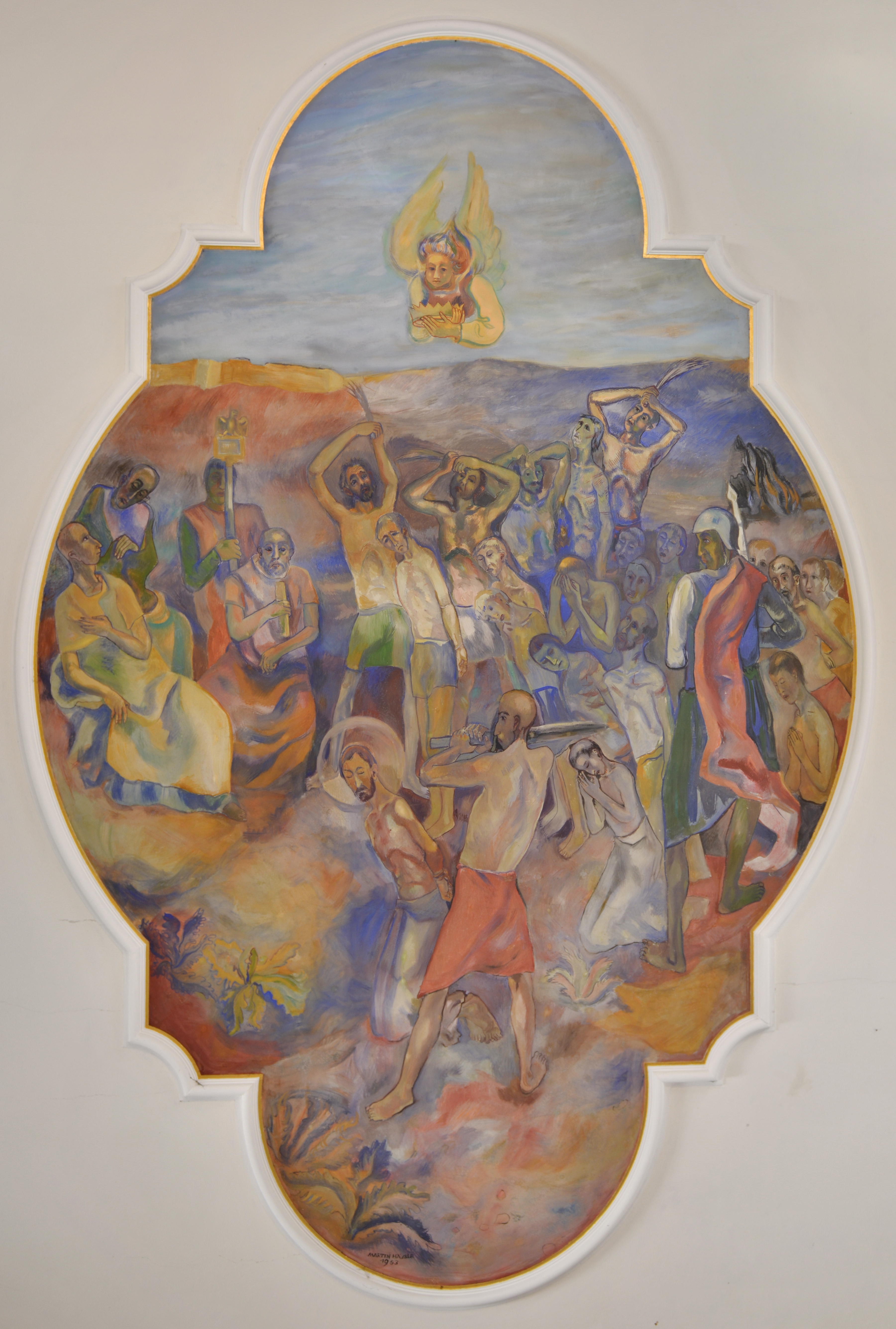
Deckengemälde

Den Märtyrertod des hl. Cyprian hat das Deckengemälde von Martin Häusle (1903–1966) von 1953 zum Inhalt. Cyprian wurde während der Christenverfolgung Kaiser Valerians 258 in Karthago enthauptet. Der Legende zufolge soll er auf dem Richtplatz dem Henker fünf Goldstücke gegeben haben, da dieser ihm durch die Hinrichtung das Himmelstor öffne. Häusle ist einer der wichtigsten Vertreter der sakralen Malerei in Vorarlberg. In dieser Szene bringt er meisterhaft die Trauer der Umstehenden in den ekstatischen, aber doch auch wieder verhaltenen und verinnerlichten Gebärden zum Ausdruck. Dabei verharrt er jedoch nicht in der Darstellung des Leides, sondern lässt schon wieder Hoffnung anklingen, die Hoffnung im Tod, versinnbildlicht durch den herabschwebenden Engel, der die Märtyrerkrone für Cyprian bereithält. Im linken Teil des Gemäldes befindet sich ein Selbstporträt Martin Häusles.
Sowohl die Kreuzwegbilder als auch die großen Wandbilder haben einen frühklassizistischen Rahmen und werden auf etwa 1790 datiert.
Bei den Kreuzwegbildern fällt der durchwegs blutschwitzend dargestellte Christus auf. Der Blutschweiß des Herrn wird ausschließlich im Lukas-Evangelium, und hier nur bei der Ölberg-Szene, erwähnt: „Und als er in Angst geriet, betete er noch inständiger. Und sein Schweiß wurde wie Tropfen Blutes, die auf die Erde niederrannen“ (Lk 22,44). Einerseits sollte mit diesem Bild wohl die Menge des vergossenen Angstschweißes verdeutlicht werden. Andererseits dürfte dabei die alttestamentliche Vorstellung von der sühnenden Wirkung des Opfertier-Blutes eine Rolle spielen und damit verbunden die Überzeugung, dass es ohne Blutvergießen keine Sündenvergebung gibt. Damit hat der Maler bei diesem Kreuzweg den Sühneopfercharakter des Todes Jesu schon auf dessen Leidensweg zum Teil vorweggenommen.
Das Wandbild auf der linken Seite zeigt die Geburt Christi; ein anbetender Hirte, der hl. Josef und Ochs und Esel umgeben die Szene. Die Darstellung von Ochs und Esel geht auf die alttestamentliche Stelle bei Jesaja 1,2 f. zurück: „Höret, ihr Himmel, horche auf, du Erde, denn Jahwe spricht: Söhne habe ich aufgezogen und groß gemacht; sie aber sind mir untreu geworden. Das Rind kennt seinen Besitzer und der Esel die Krippe seines Herrn. Israel erkennt nicht, mein Volk hat keine Einsicht.“ Oft werden diese beiden Tiere auch allegorisch gedeutet: der Ochse, der als reines Tier galt, soll das Volk der Juden, der Esel als unreines Tier soll das Volk der Heiden symbolisieren.
Auf dem Wandbild der gegenüberliegenden Seite sieht man eine Auferstehung Christi: In einer Gloriole entschwebt Christus dem Sarkophag, dem Symbol des Todes.
In die Längswände des Kirchenschiffes sind Beichtstühle mit gesprengten Dreiecksgiebeln und einem kleinen Zahnschnittfries integriert. Sie dürften bald nach der Mitte des 17. Jahrhunderts angefertigt worden sein, wie sich auch aufgrund eines Ereignisses in der Pfarrgeschichte vermuten lässt. Im Jahr 1640 fand nämlich in Tosters eine Visitation durch Fürstbischof Johann IV. statt, anschließend erhielt der damalige Pfarrer von Tosters, Arbogast Müller, eine Liste mit zwölf bischöflichen Weisungen. Unter anderem wurde angeordnet, dass in Zukunft nicht mehr in der Sakristei Beichte gehört werden dürfe, außer bei schwerhörigen Poenitenten. Daraufhin hat man dann wohl diese Beichtstühle eingebaut. Es handelt sich hier noch um die altertümliche, zweiteilige Form von Beichtstühlen, ansonsten war im 17. Jahrhundert schon die noch heute übliche dreiteilige Form gewählt worden.
Zur weiteren Ausstattung der Kirche gehört die Kanzel aus der Zeit um 1720. Sie hat einen vierfach geschwungenen Kanzelkorb und einen ebensolchen Schalldeckel. Das „Bandlwerk“, mit dem die ganze Kanzel überzogen ist, setzt sich gewissermaßen am Geländer in den verschlungenen Bändern fort, die in Akanthusblättern enden. Die Brüstung der Kanzel ziert ein Wappen, an der Untersicht des Schalldeckels sieht man die Taube des Hl. Geistes, die wohl gleichsam den Priester bei der Predigt inspirieren soll. Bekrönt wird die Kanzel von einer Statue des Erzengels Michael.
Auch das Chorbogenkruzifix stammt aus der Zeit bald nach der Vergrößerung der Kirche 1676, also vom Ende des 17. Jahrhunderts. Die Kreuzesenden zeigen hier geflügelte Engelsköpfe, am unteren Ende einen Engelskopf auf einer Wolke. Diese Engel deuten darauf hin, dass eine Kreuzesdarstellung kaum einmal als reine Abstraktion der historischen Tatsachen des Kreuzestodes Christi gemeint ist; vielmehr ist immer der Glaube an die Auferstehung gemeint. Es ist also nicht einfach der tote Christus dargestellt, der hier am Kreuz hängt, sondern mitgedacht wird die Heilshoffnung und die Erwartung der Parusie, also der Wiederkunft Christi zum Endgericht.

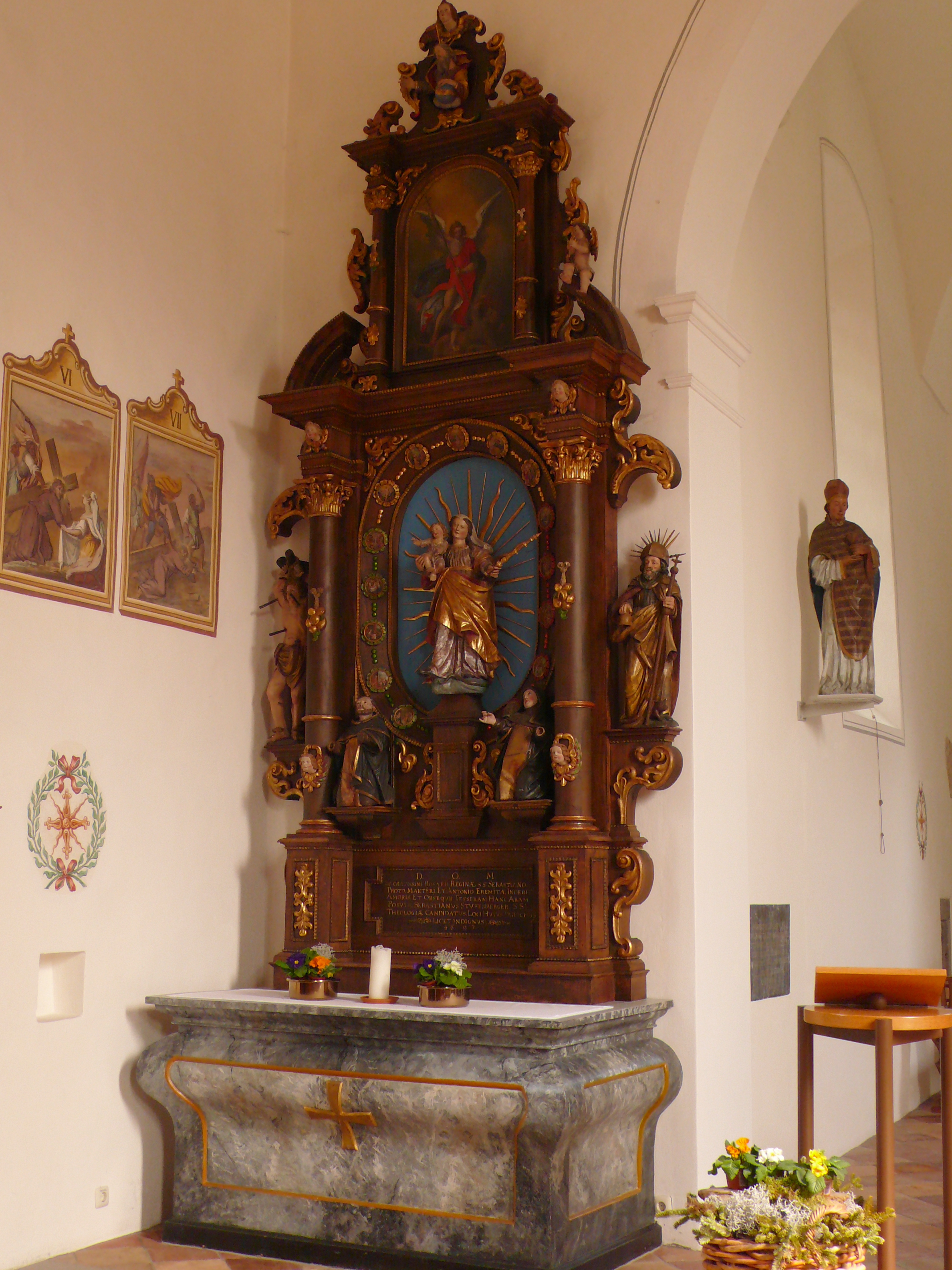
Linker Seitenaltar

Der linke Seitenaltar wurde vom Tostner Pfarrer Sebastian Stutzenberger (1677–1701) im Jahre 1693 gestiftet. Er wählte folgende Inschrift: „D.O.M. Sacratissimi rosarii reginae, S.S. Sebastiano proto martyri et Antonio Eremitae in debiti amoris et obsequii tesseram hanc aram posui Sebastianus Stutzenberger S.S. theologiae candidatus loci huius parochus licet indignus MDCLXXXXIII.“ Sinngemäß übersetzt heißt das: „Ich, Sebastian Stutzenberger, Kandidat der heiligen Theologie, ein unwürdiger Ortspfarrer, habe diesen Altar errichtet zu Ehren der allerheiligsten Rosenkranzkönigin, des hl. Sebastians, des ersten Märtyrers, und des Antonius des Einsiedlers, denen ich Liebe schulde und deren Vorbild ich folge.“
Beide Seitenaltäre zeigen einen ähnlichen Aufbau. Über der Predella mit der Inschrifttafel wird das Retabel begrenzt durch korinthische Säulen mit Schaftringen, Cherubköpfen und Fruchtgehängen. In der Mitte steht Maria mit dem Jesuskind und dem Szepter im Strahlenkranz. Ihren Fuß hat sie auf die Schlange gesetzt. Diese Darstellung der Maria vom Siege (Maria victrix) als Ausdruck der Überwindung des Bösen und des Sieges über die „Feinde“ der katholischen Kirche wurde von den Jesuiten, den Franziskanern und den Rosenkranzbruderschaften gefördert. Die Marienstatue gehört nicht zum ursprünglichen Aufbau, sondern ist eine Ergänzung des 18. Jahrhunderts. Umgeben ist sie von Medaillons mit den Rosenkranzgeheimnissen; farblich voneinander abgehoben sind die drei mal fünf freudenreichen, schmerzhaften und glorreichen Geheimnisse. Der Name „Rosenkranz“ bezeichnet die Vorstellung, die Gebetsübung sei ein Kranz geistlicher – nach späterer Symbolik meist weißer, roter oder goldfarbener – Rosen zu Ehren der Gottesmutter. Sinngemäß knien auch rechts und links zu Füßen der Muttergottes die Heiligen Dominikus und Katharina von Siena (19. Jahrhundert). Die Dominikaner widmeten sich nämlich verstärkt der Marienverehrung und haben sich auch sehr für die Pflege des Rosenkranzgebetes eingesetzt. Unter Volutenbögen stehen seitlich noch zwei weitere Statuen von Heiligen, die Stutzenberger schon in der Inschrift erwähnt hat: der hl. Sebastian, sein Namenspatron, und Antonius der Einsiedler mit Schwein und Glocke. Die Antoniter-Chorherrenstifte nahmen sich stets besonders der Krankenpflege an. Die Glocke sollte einerseits die Gesunden vor der Pest warnen, andererseits den Pestkranken die Ankunft des Antonius verkünden, der viele Kranke geheilt hat. Das Schwein deutet auf das Privileg des Antoniusordens zur Schweinezucht.
Das Aufsatzbild im gesprengten Giebel des Altars zeigt den Erzengel Michael. Als Kämpfer gegen das Böse wird Michael oft als Drachentöter dargestellt, hier ist aber unverkennbar und deutlich der Teufel selbst gemeint. Den krönenden Abschluss dieses Altars bildet ein Medaillon mit Gottvater.

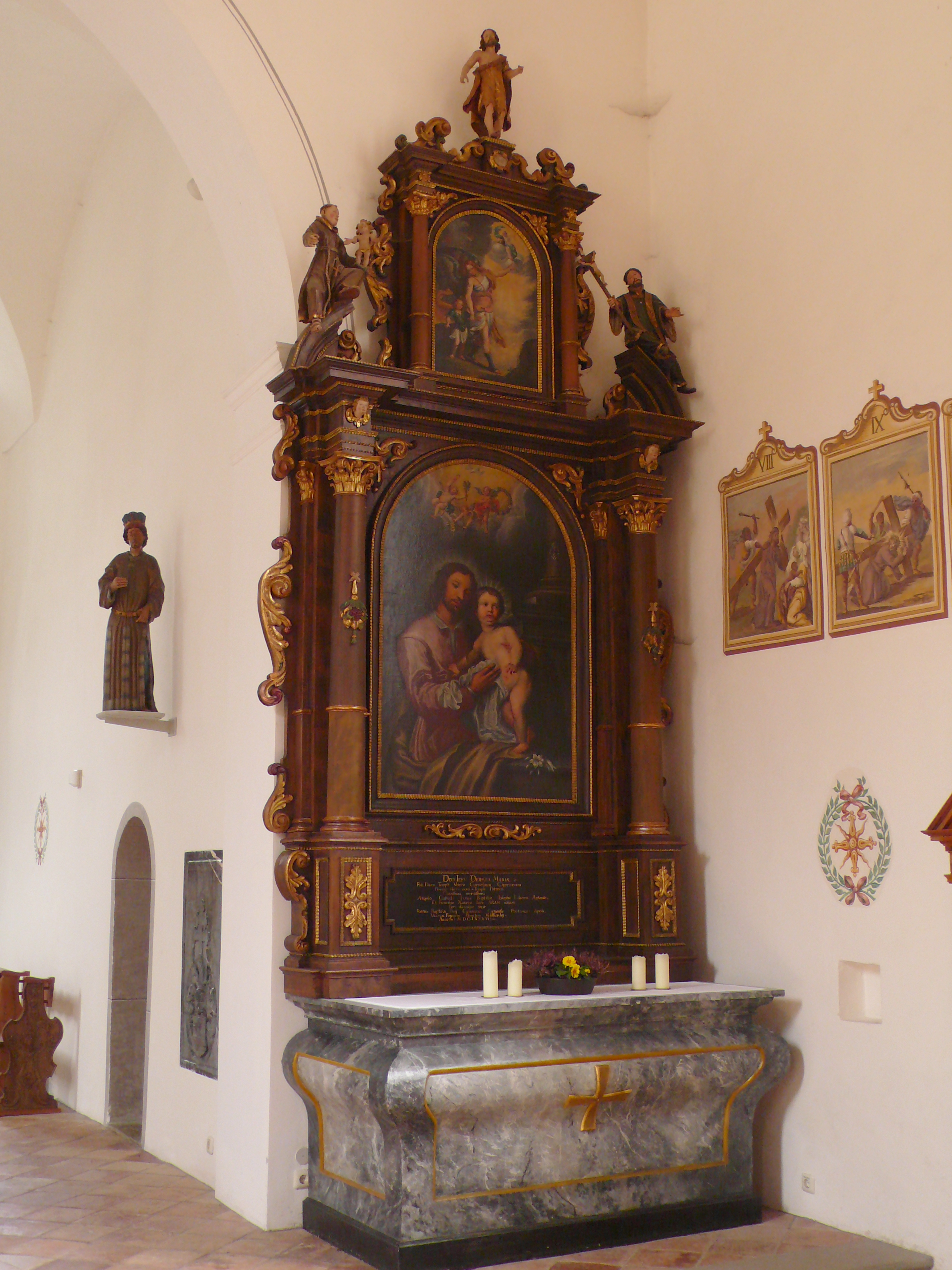
Rechter Seitenaltar

Der rechte Seitenaltar hat den Feldkircher Stadtpfarrer Johann Baptist Frey zum Stifter. Seine 1687 verfasste Inschrift lautet:

“Deo Jesu Deiparae Mariae et Post Divos Templi Veteris Cornelium Cyprianum Recens electis novi Templi Patronis Charissimis meritissimis Angelo Custodi, Joanni Bapitistae, Josepho Liborio, Antonio Et Francisco Xaverio hanc ARAM novam Fieri dicarique fecit Joann. Baptista FreyCanonicus Curiensis, Protonot. Apost. Vicarius Foraneus Parochus Veldkirchij, Anno Sal MDCLXXXVII.”

„Johann Baptist Frey, Kanonikus von Chur, apostolischer Protonotar, Pfarrvikar von Feldkirch aus, hat nach der Erweiterung des alten und Errichtung des neuen Gotteshauses, das Jesus, dem Sohn Gottes und Mariens, und Cornelius und Cyprian geweiht ist, diesen neuen Altar besonders hervorragenden und verdienstvollen Schutzengel, Johannes dem Täufer, Josef Liborius, Antonius und Franz Xaver.“

Der Namenspatron des Stifters, Johannes der Täufer, bekrönt diesmal den Altar, der ebenfalls erwähnte Schutzengel im Aufsatzbild wird flankiert von Antonius von Padua mit dem Jesukind und Franz Xaver mit dem Kreuz. Das Altarblatt zeigt den hl. Josef mit dem Jesuskind und seinem Attribut, der Lilie, als Zeichen von Reinheit. Zusätzlich zur Inschrift ist die Familie Frey durch ihr Wappen mit dem Kardinalshut auf diesem Altar verewigt. Bei den Grabungen, die der jüngsten Renovierung dieser Kirche vorausging, stieß man im Bereich des Presbyteriums auf zwei Gräber. Da es in nachmittelalterlicher Zeit hohen Würdenträgern, Wohltätern der Kirche und Priestern vorbehalten war, so nahe beim Altar bestattet werden zu dürfen, liegt die Vermutung nahe, dass es sich bei den beiden Toten um Joseph Tschol und Sebastian Stutzenberger handelt, deren Epitaphe an den Presbyteriumswänden erhalten sind. Stutzenberger verfasste den Text für sein Epitaph schon acht Jahre vor seinem Tod: „Beim berühmten Altar der Jungfrau zum Rosenkranz habe ich mir ausgesucht nach dem Tod durch diesen Marmor bedeckt zu werden. Der Betrachter, der dies liest und mir bald folgt, möge Gott hier bitten, während ich lange Zeit in den Flammen gereinigt werde. Ich, Sebastian Stutzberger, Ortspfarrer 1693.“
Auf der gegenüberliegenden Presbyteriumswand ist ein anderer bedeutender Hirte der Pfarre Tosters verewigt. Joseph Tschol (1661–1677), während dessen Amtszeit dieses Gotteshaus seine wesentliche Veränderung und Vergrößerung erfuhr. Er war es auch, der im Jahre 1666 hier die Rosenkranzbruderschaft eingeführt hatte. Auf seinem Epitaph heißt es: „Der hochwürdige Joseph Tschol, Hirte in St. Corneli, der für die Schafe gelebt und gewacht hat, solange er lebte, ist nun im Herrn entschlafen, am 26. Jänner 1677. Diesem wünschen die Schafe nach der Arbeit Ruhe, bis die letzte Posaune erschallt, dann soll er zur Rechten Gottes geführt werden wie Joseph, Psalm 79.“

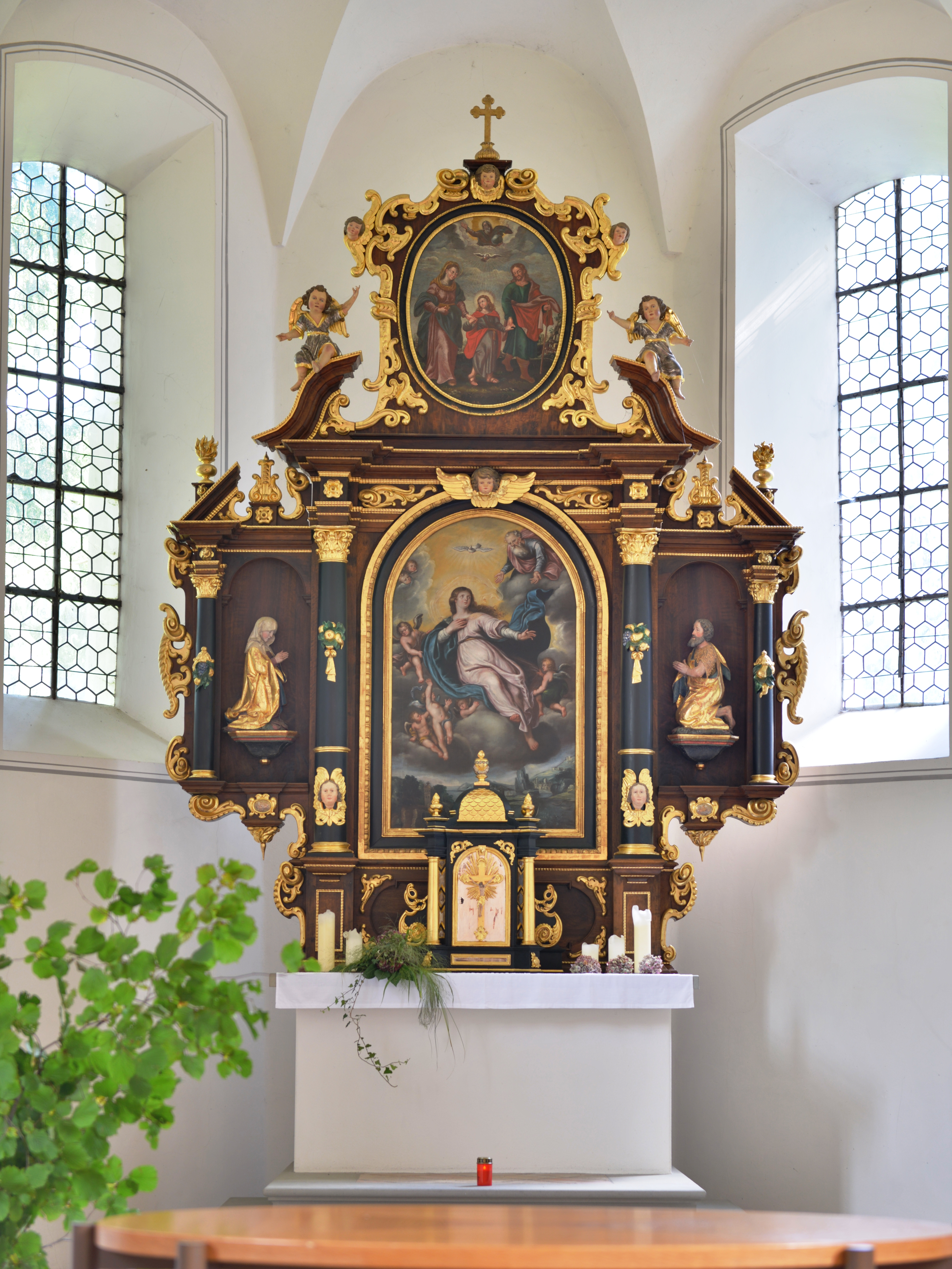
Hauptaltar

Neben diesem Epitaph führt eine Rundbogentür in die Sakristei. Das mit Fruchtfestons geschmückte Türblatt stammt aus der Zeit des großen Umbaus der Kirche und damit aus der Zeit Joseph Tschols. Bei der letzten Renovierung im Jahre 1990 hat man die Lourdes-Grotte in der Apsis entfernt und dort als Hochaltar einen Altar aus der Kirche in Beschling/Vorarlberg aus der Zeit um 1700 aufgestellt. Das Altarbild allerdings stammt vom linken Seitenaltar jener Stadtpfarrkirche von Tosters, die inzwischen einem Neubau weichen musste. Möglicherweise hat sich dieses Altarbild aber schon in früherer Zeit einmal hier in St. Corneli befunden. Es zeigt eine Himmelfahrt Mariens, Maria schwebt auf Wolken, von Engeln begleitet, Gott Vater entgegen, der sie mit offenen Armen, umstrahlt vom Licht des Heiligen Geistes, in Empfang nimmt. Das Aufsatzbild zeigt eine sehr seltene, volkstümliche Darstellung: einen „heiligen Wandel“. Wohl angeregt durch Erzählungen der apokryphen Kindheitsevangelien wird hier ein Spaziergang von Maria, Josef und Jesus gezeigt. Erwähnenswert sind noch zwei Freskenreste, die ebenfalls 1990 freigelegt wurden und möglicherweise noch aus dem 16. Jahrhundert stammen. Der kleine Ausschnitt aus einer „Anbetung der Könige“ befindet sich im Presbyterium, links neben dem Hochaltar, und zwei Wappen, die man bis jetzt noch keiner Stifterfamilie zuordnen konnte, sind an der Westwand der Kirche, neben dem Portal eingelassen. Entdeckt wurden diese Wappen allerdings an der Nordseite des Altarraumes. Unterhalb eines Sakramentshäuschens haben sie den Sockel eines Lavabos umgeben.
Seit mehreren hundert Jahren ist St. Corneli als Wallfahrtsort im religiösen Bewusstsein der Bevölkerung fest verankert. Nur die Architektur des Chores und einige wenige Details lassen die verschiedenen Bauphasen dieser Kirche erahnen. Im Inneren bieten Raumeindruck und Ausstattung das relativ einheitliche Bild der Zeit um 1700.